# Stoeldraaierstraat
De Stoeldraaierstraat is een straat in de binnenstad van Groningen. De straat loopt vanaf het Akerkhof naar het noorden tot aan de Zwanestraat. Voorbij de Zwanestraat gaat de straat over in de Oude Kijk in 't Jatstraat.
De oorspronkelijke bebouwing in de straat raakte zwaar beschadigd tijdens de bevrijding van de stad toen op de hoek met de Vismarkt een vrachtauto vol met munitie ontplofte. Een aantal van de wederopbouwpanden zijn door de gemeente inmiddels op de gemeentelijke monumentenlijst geplaatst.

## Monumenten
| Adres                       | Beschrijving                  | Architect           | Monument  | Afbeelding |
| --------------------------- | ----------------------------- | ------------------- | --------- | ---------- |
| Stoeldraaierstraat 1        | Meijering                     | Van Elmpt en Muller | GM 104412 |            |
| Stoeldraaierstraat 2c       |                               | F. Klein            | GM 108680 |            |
| Stoeldraaierstraat 2 t/m 70 |                               | F. Klein            | GM 104416 |            |
| Stoeldraaierstraat 25       | Gebouwd voor De Arbeiderspers | J.J.M. Vegter       | GM 104408 |            |
| Stoelsraaierstraat 27       |                               | Th. Wildeboer       | GM 104523 |            |

Achter de Muur · 
Akerkhof · 
Akerkstraat · 
Broerstraat · 
Brugstraat ·
Bruine Ruiterstraat ·
Burchtstraat · 
Butjesstraat ·
Carolieweg ·
Coehoornsingel · 
Donkersgang · 
Driften · 
Emmaplein · 
Folkingestraat · 
Folkingedwarsstraat ·
Ganzevoortsingel · 
Gasthuisstraatje ·
Gedempte Kattendiep ·
Gedempte Zuiderdiep ·
Gelkingestraat ·
Grote Kromme Elleboog ·
Grote Markt ·
Guldenstraat ·
Guyotplein ·
Haddingestraat ·
Haddingedwarsstraat ·
Hardewikerstraat ·
Hereplein · 
Herebinnensingel ·
Heresingel ·
Herestraat ·
Hoekstraat ·
Hofstraat ·
Hoge der A ·
Hoogstraatje ·
Jacobijnerstraat ·
Kleine der A ·
Kattenhage ·
Kleine Kromme Elleboog ·
't Klooster ·
Kostersgang ·
Koude Gat ·
Kreupelstraat ·
Kwinkenplein ·
De Laan ·
Lage der A ·
Lopende Diep ·
Lutkenieuwstraat ·
Marktstraat ·
Martinikerkhof ·
Munnekeholm ·
Muurstraat ·
Naberstraat ·
Nieuwe Boteringestraat ·
Nieuwe Ebbingestraat ·
Nieuwe Kerkhof ·
Nieuwe Kijk in 't Jatstraat ·
Nieuwe Markt ·
Nieuwstad ·
Noorderhaven ·
Oosterstraat ·
Ossenmarkt ·
Oude Boteringestraat ·
Oude Ebbingestraat ·
Oude Kijk in 't Jatstraat ·
Papengang ·
Pausgang · 
Pelsterstraat ·
Peperstraat ·
Poelestraat ·
Praediniussingel ·
Rademarkt ·
Radesingel ·
Reitemakersrijge ·
Rode Weeshuisstraat ·
Schoolstraat · 
Schoolholm · 
Schuitemakersstraat ·
Schuitendiep · 
Sieboldsgang · 
Singelstraat · 
Sint Jansstraat ·
Sint Walburgstraat ·
Spilsluizen ·
Stationsstraat ·
Steentilstraat ·
Stoeldraaierstraat · 
Torenstraat · 
Turfstraat ·
Turfsingel ·
Turftorenstraat ·
Ubbo Emmiussingel ·
Vismarkt ·
Visserstraat ·
Waagstraat ·
Zoutstraat ·
Zwanestraat